# 巴倫廷·帕尼亞瓜
巴倫廷·帕尼亞瓜（Valentín Paniagua，1936年9月23日—2006年10月16日）是秘魯政治家，在2000年11月藤森總統宣佈辭職後，秘魯國會任命帕尼亞瓜為臨時總統。他就任的首要任務是組織廉潔的總統選舉，並於2001年7月離任。
1936年9月23日在庫斯科出生，父親是玻利維亞人。他在大學主修法律，1950年代中期投入反對派活動。他在庫斯科開始法律執業後，加入基督民主黨。1963年當選國會議員，1965年被總統费尔南多·贝朗德·特里任命為司法部長。貝朗德在1968年被軍事政變推翻後，秘魯進入長達十二年的軍人統治時期，帕尼亞瓜仍然忠於流亡國外的貝朗德。1974年，帕尼亞瓜退出基督民主黨，後來加入貝朗德的人民行動黨。
1980年，軍方同意恢復民主，貝朗德再次當選總統，帕尼亞瓜也當選為國會議員。帕尼亞瓜在1984年擔任教育部長。貝朗德在1985年爭取連任失敗後，帕尼亞瓜重操法律執業。帕尼亞瓜在2000年又當選國會議員，稍後被選為國會議長。
根據當地報章El Comercio於2005年4月進行的調查結果顯示，帕尼亞瓜是2006年總統大選的熱門人物，其支持度達23%，其次為阿蘭·加西亞的21%，接著為芙洛蕾絲（Lourdes Flores Nano）的17%和阿尔贝托·安德拉德（Alberto Andrade）的7%。不過帕尼亞瓜在2006年總統選舉的第一輪投票中僅得到不足6%選票，未能進入第二輪投票，最後由阿蘭·加西亞當選。